# Pezicula corylina
Pezicula corylina är en svampart som beskrevs av J.W. Groves 1938. Pezicula corylina ingår i släktet Pezicula och familjen Dermateaceae.   Inga underarter finns listade i Catalogue of Life.